# Albești (Delești), Vaslui
Albești este un sat în comuna Delești din județul Vaslui, Moldova, România.